# Узорово
Узорово — деревня в Лотошинском районе Московской области России.
Относится к Ошейкинскому сельскому поселению, до реформы 2006 года относилась к Ушаковскому сельскому округу. По данным Всероссийской переписи 2010 года численность постоянного населения деревни составила 53 человека (27 мужчин, 26 женщин).

## География
Расположена на левом берегу реки Ламы при впадении в неё реки Городни, примерно в 12 км к юго-востоку от районного центра — посёлка городского типа Лотошино. Ближайшие населённые пункты — деревни Чекчино, Шубино, Матвейково и Сологино.

## Исторические сведения
При межевании 1770 года — сельцо Узарово.
До 1929 года входила в состав Ошейкинской волости Волоколамского уезда Московской губернии. По сведениям 1859 года в деревне был 31 двор, проживало 242 человека (122 мужчины и 120 женщин), по данным на 1890 год в деревне находилась квартира полицейского урядника, а число душ составляло 99.
По материалам Всесоюзной переписи населения 1926 года проживало 275 человек (138 мужчин, 137 женщин), насчитывалось 53 хозяйства, располагался сельсовет.
В деревне находится братская могила советских воинов, погибших в годы Великой Отечественной войны 1941—1945 гг.
До 1975 года существовал Узоровский сельсовет.

## Население
| 1852 | 1859 | 1926 | 2002 | 2006 | 2010 |
| ---- | ---- | ---- | ---- | ---- | ---- |
| 233  | ↗242 | ↗275 | ↘60  | ↗66  | ↘53  |